# Hogna tlaxcalana
Hogna tlaxcalana är en spindelart som först beskrevs av Willis J. Gertsch och Davis 1940.  Hogna tlaxcalana ingår i släktet Hogna och familjen vargspindlar. Inga underarter finns listade i Catalogue of Life.